# Экономическая политика (журнал)
Экономическая политика (журнал) — научный рецензируемый журнал, издаваемый Российской академией народного хозяйства и государственной службы при Президенте РФ и Институтом экономической политики им. Е. Т. Гайдара с 2006 года.
В журнале публикуются статьи, которые посвящены экономической политике в современной России и глобальным экономическим проблемам.
Следуя принципу междисциплинарного подхода, в «Экономической политике» печатаются тексты, затрагивающие макроэкономическую, налоговую и бюджетную, денежно-кредитную, промышленную, социальную политику, регулирование и конкурентную политику, а также затрагиваются такие теоретические темы, как современная политическая экономия, проблемы экономической теории, институциональная экономика и т. д.

## Описание
Периодичность выхода с 2008 года — шесть номеров в год. Журнал характеризует большое число статей представителей органов власти и высокая доля статей иностранных авторов. Так, в первом номере были опубликованы статьи Егора Гайдара, Аркадия Дворковича, министра экономического развития и торговли РФ Германа Грефа, экономистов Всемирного банка. Отмечается преобладание ссылок на публикации иностранных авторов на иностранном языке.
Журнал входит в утвержденный ВАК перечень ведущих рецензируемых научных журналов, рекомендуемых для опубликования основных научных результатов диссертации на соискание учёной степени кандидата и доктора наук (по группам специальностей 08.00.00 Экономические науки и 12.00.00 Юридические науки). 

Индексируется в SCOPUS, Web of Science, RSCI, ABDC, РИНЦ,CNKI, Ulrich’s Periodicals Directory, «Лань» и КиберЛенинка.
В рейтинге ведущих экономических журналов 2014 года по версии Финансового университета журнал «Экономическая политика» занимает 12 место. По результатам экспертного ранжирования российских научных журналов НИУ ВШЭ издание включено в перечень 19 отобранных журналов по направлению экономика.

## История
Журнал был создан благодаря сотрудничеству Академии народного хозяйства и Института экономики переходного периода. Первый номер вышел в марте 2006 года Журнал был презентован на конференции «Россия 2017 года: через 100 лет после революции и 25 лет со времени начала либеральных реформ».
В интервью журналу «Профиль» главный редактор Владимир Мау определил жанр журнала как научно-практическое издание, посвященное проблемам российской экономической политики в широком, международном контексте, а также проблемам смежных областей знания.

## Редакция
Главный редактор — Владимир Мау, доктор экономических наук, профессор, ректор РАНХиГС.
В редакционную коллегию и редакционный совет журнала входили известные политики, отечественные и зарубежные экономисты. Среди них Герман Греф, Александр Жуков, Сергей Степашин, Игорь Шувалов, Евгений Ясин, Абел Аганбегян, Ксения Юдаева, Алексей Кудрин и многие другие.